# Kostel svatého Václava (Březno)
Kostel svatého Václava v Březně je barokní sakrální stavbou stojící při zámku a vystupující do návsi. Byl postaven v roce 1718 hrabětem Adamem Maxmiliánem z Bubna a Litic. V období komunistické totality byl kostel téměř třicet let uzavřen. Po roce 2000 začaly probíhat intenzivní stavební práce, aby mohl být znovuzprovozněn. Je chráněn jako kulturní památka České republiky.

## Architektura
Kostel je jednolodní, obdélný. Má západní předsíň a obdélný, polygonálně zakončený presbytář. Po bocích kostela jsou sakristie a oratoř. Průčelí a boční fasáda jsou nad okny zdobeny osmi sochami a bustami světců (v průčelí) a evangelistů na boční fasádě. Jsou datovány přibližně do roku 1760 a pocházejí z kosmonosské sochařské hutě M. Jelínka. Uvnitř má kostel valenou klenbu s lunetami na nástěnné pilastry.
Zařízení kostela pochází částečně z období výstavby kostela a částečně z období kolem roku 1740. Většinou se jedná o práci pocházející z Jelínkova ateliéru. Hlavní oltář je původní, rámový. Má rozvilinový nástavec s obrazem Zavraždění sv. Václava, nesený anděly. Pochází z období kolem roku 1720. Na triumfálním oblouku nad kredenčním oltáříkem je sousoší Kalvárie od J. a M. Jelínků, od kterých pochází zřejmě i sochařská výzdoba kazatelny, zpovědnic i křtitelnice. Vše z období kolem roku 1740. Dva boční oltáře jsou protějškové. Jeden z bočních oltářů je zasvěcen sv. Antonínovi a druhý Svaté rodině. Mají nástavce s anděly. Křížová cesta z roku 1820 je dílem A. Košateckého. Obraz Piety v pojetí benátského iluzionimu pochází ze 2. poloviny 18. století. Umělecky kvalitní socha sv. Jana Nepomuckého bývá připisována sochaři J. Jelínkovi. Náhrobník Heřmana Št. z Bubna pochází z roku 1631.

### Program záchrany architektonického dědictví
V rámci Programu záchrany architektonického dědictví bylo v letech 1995-2014 na opravu kostela čerpáno 3 650 000 Kč.
| rok    | 2008 | 2009 | 2010 | 2011 | 2012 | 2013 | 2014 |
| ------ | ---- | ---- | ---- | ---- | ---- | ---- | ---- |
| částka | 800  | 500  | 420  | 630  | 420  | 400  | 480  |